# 대한민국 형사소송법 제451조
대한민국 형사소송법 제451조는 약식명령의 방식에 대한 형사소송법의 조문이다.

## 조문
제451조(약식명령의 방식)약식명령에는 범죄사실, 적용법령, 주형, 부수처분과 약식명령의 고지를 받은 날로부터 7일 이내에 정식재판의 청구를 할 수 있음을 명시하여야 한다.

第451條(略式命令의 方式)略式命令에는 犯罪事實, 適用法令, 主刑, 附隨處分과 略式命令의 告知를 받은 날로부터 7日 以內에 正式裁判의 請求를 할 수 있음을 明示하여야 한다.

## 참고 문헌
- 손동권 신이철, 새로운 형사소송법(초판, 2013), 세창, 2013. ISBN 9788984114081